# Airway Heights, Washington
Airway Heights är en stad i Spokane County, Washington, USA. Befolkningen var 6 114 vid 2010 års folkräkning. Namnet har staden fått på grund av närheten till landningsbanorna vid Fairchild Air Force Base och Spokane International Airport.

## Historia
Staden upplevde en tillväxtperiod när staten Washington öppnade fängelset Airway Heights Corrections Center 1992 och senare 2000 när Indianstammen Pend d’Oreille (även kända som Kalispel) öppnade sitt Northern Quest Resort & Casino.
Sedermera öppnades även ett Walmart Supercenter. Airway Heights har fortsatt växa och flera nya hyreshus och bostadsområden har vuxit fram. Northern Quest Casino har fått sällskap av Spokanestammens Spokane Tribe Casino och större motorevenemang hålls numera på Spokane County Raceway Park. 
Enligt Förenta staternas folkräkningsbyrå har staden en total yta på 14,58 km² (5,63 kvadratmil) och består till 100 % av fastland.

### 2010 folkräkning
Enligt folkräkningen 2010 bodde det 6 114 personer fördelade på 1 547 hushåll och 1 035 familjer i staden. 
Av de 1 577 hushållen hade 37,4% hemmaboende barn under 18 år. 43,6% var sammanboende gifta par. 16,6% var kvinnliga singelhushåll, 6,7% manliga. Den genomsnittliga hushållsstorleken var 2,54 personer och den genomsnittliga familjestorleken var 3,01. 
Stadens medianåldern var 34,6 år. 17,3% av invånarna var under 18 år, 11,1% var 18 till 24 år, 40,9% var 25 till 44, 25,2% var 45 till 64 och 5,6% var 65 år eller äldre. Könsfördelningen var 67,7% män och 32,3% kvinnor. 

## Kontroverser
I juli 2015 krävde många borgmästare Patrick Rushings avgång efter att han på sin facebook-sida kallat president Barack Obama för en "apman" och landets första dam Michelle Obama för en "gorilla".  
Rushing vägrade ursprungligen och uppgav att han inte var en rasist. Det här var inte första gången Rushing hamnat i blåsväder.  Tidigare samma år tvingades han lämna sitt arbete som busschaufför efter att han åtalats för att ha smitit från en olycka.
I augusti 2015 lämnade Rushing in sin avskedsansökan. I ett uttalade förklarade han att "Jag har svårt att utföra mitt arbete på grund av min hälsa." Han efterträddes av sin vice borgmästare Kevin Richey.